# 野谷啓二
野谷 啓二（のたに けいじ、1956年 - ）は、日本の英文学者、神戸大学名誉教授。専門はT・S・エリオットとキリスト教英文学。

## 略歴
上智大学文学部英文科卒、1981年同大学院博士課程満期退学。神戸大学教養部助教授、国際文化学部助教授、教授をへて、国際文化研究科教授。2004年「イングランド体制文化批判者としてのカトリック知識人 カトリック・カウンターカルチャーの系譜」で上智大学文学博士。2022年神戸大を定年退任し、名誉教授。現在は佛教大学文学部特別任用教授。

## 著書
- 『イギリスのカトリック文芸復興 体制文化批判者としてのカトリック知識人』南窓社 2006
- 『オックスフォード運動と英文学』開文社出版, 2018

### 共編
- 『ポッサムに贈る13のトリビュート T・S・エリオット論集』池田栄一,佐藤享, 田口哲也共編 英潮社 2004
- 『モダンにしてアンチモダン T・S・エリオットの肖像』高柳俊一, 佐藤亨,山口均共編 研究社 2010

### 翻訳
- デイヴィッド・ロッジ『フィクションの言語 イギリス小説の言語分析批評』笹江修・西谷拓哉・米本弘一共訳、松柏社、1999年）
- ノーマン・サイクス『イングランド文化と宗教伝統 近代文化形成の原動力となったキリスト教』開文社出版 2000
- ヴァル・デュモンド『性差別をしないための米語表現ハンドブック』稲積包昭共訳 松柏社 2000
- N.P.タナー『教会会議の歴史 ニカイア会議から第2バチカン公会議まで』教文館 2003
- アルフォンソ・リンギス『何も共有していない者たちの共同体』洛北出版 2006
- N.タナー『新カトリック教会小史』教文館 2013
- モース・ペッカム『悲劇のヴィジョンを超えて 一九世紀におけるアイデンティティの探求』高柳俊一共訳 上智大学出版 2014
- マイケル・アレクサンダー『イギリス近代の中世主義』白水社 2020

## 論文
- <野谷啓二